# Маріон Делорм
Маріон Делорм (фр. Marion Delorme, 3 жовтня 1611, Блуа — 2 липня 1650, Париж) — французька куртизанка, проживала в Парижі на площі Вогезів.

## Біографія
Народилася у місті Шалоні-на-Марні, у Шампані, в родині судового пристава метра Граппена і його дружини, Франсуази. Її хрещеними при хрещенні стали маркіз де Вілларсо і його двоюрідна сестра графиня Сент-Евремон. 
Дуже молодою прибувши в Париж і отримавши значну спадщину, полонила своєю красою поета Жака Валле-Дебарро, сина міністра фінансів Генріха IV; його незабаром змінили герцог Бекінгем, нещасний Сен-Мар, від якого вона народила трьох визнаних дітей, д Емері та ін.
Серед її залицяльників були дуже високопоставлені особи: Рішельє, принци Конде і Конті, навіть сам Людовик XIII.
Під час Фронди її будинок став збірним пунктом вождів цієї партії. Кардинал Мазаріні наказав її заарештувати, але вона раптово померла.

## Легенда
До цих історичних фактів домішуються розповіді, що Делорм сама розповсюдила чутки про свою смерть і втекла в Англію, що вона потім мала 3 чоловіків, з яких один був розбійницьким отаманом, і що вона жила до 1706 або 1741 р.

## Образ у мистецтві
- Вона виведена на сцену в романі Альфреда де Віньї «Сен-Мар», драмі «Маріон Делорм» Віктора Гюго (головну роль виконувала, серед інших, Сара Бернар), її риси увійшли в образ Міледі Вінтер у романі Дюма Три мушкетери, книгу про неї написав Жозефен Пеладан та ін.
- Їй присвячені опери Амількаре Понк'єллі і Джованні Боттезіні, Antonio Scontrino